# Лапін Володимир Васильович
Володимир Васильович Ла́пін (нар. 23 липня 1915, Воротинськ — пом. 13 травня 2000, Київ) — український художник декоративно-ужиткового мистецтва (фарфор); заслужений діяч мистецтв УРСР з 1974 року.

## Біографія
Народився 10 [23] липня 1915 року в селі Воротинську (нині Перемишльський район Калузької області, Росія). Брав участь у німецько-радянській війні. Член ВКП(б) з 1942 року. Нагороджений медаллю «За бойові заслуги» (14 вересня 1943), орденами Червоної Зірки (30 серпня 1944), Вітчизняної війни ІІ-го ступеня (6 квітня 1985).
1948 року закінчив Одеське художнє училище, де навчався у Михайла Жука, Леоніда Мучника. Працював художником на керамічних підприємствах. Упродовж 1958–1986 років очолював Київський експериментальний кераміко-художній завод, одночасно у 1962–1972 роках обіймав на ньому посаду головного художника. Помер у Києві 13 травня 2000 року.

## Творчість
Створював фарфорові вази, зокрема:
- «І мене в сім'ї великій…» (1964);
- «Тарас Шевченко» (1964);

присвячені історичним подіям
- 50-річчю Великого Жовтня (1967);
- 300-річчю воз'єднання України з Росією (1954);
- 100-річчю від дня народження Володимира Леніна (1970).

Окремі роботи художника зберігаються у Національномуй музеї українського народного декоративного мистецтва.